# Mi hai guardato per caso
Mi hai guardato per caso, pubblicato il 23 marzo 2012 dalla casa discografica Warner Music Italy, è il primo singolo di Marco Carta, estratto dal suo quarto album studio, Necessità lunatica.

## Versione in lingua italiana
Mi hai guardato per caso è un brano musicale scritto e composto da Federica Camba e Daniele Coro ed interpretato dal cantante italiano Marco Carta, pubblicato il 23 marzo 2012 dalla casa discografica Warner Music Italy come primo singolo estratto dal suo quarto album studio, Necessità lunatica.
Il brano è stato reso disponibile per il download digitale sulle piattaforme specializzate dal 23 marzo 2012, mentre dal 30 marzo è entrato in rotazione radiofonica, in anticipo di un mese rispetto all'uscita dell'album, Necessità lunatica.

Il cantante ha commentato il testo del brano, dichiarando sul proprio profilo Facebook:
(Marco Carta)

## Il video
Il video musicale prodotto per Mi hai guardato per caso è stato presentato sul canale YouTube della Warner Music Italy il 29 marzo 2012, mentre è entrato a far parte della rotazione dei canali tematici il giorno seguente. La regia del video è stata curata da Marco Salom, che ha girato il video nei pressi della riserva naturale di Tor Caldara a Lavinio (Anzio - provincia di Roma). il video ha superato 1.500.000 di visualizzazioni.

## Tracce
Testi e musiche di Federica Camba e Daniele Coro.
1. Mi hai guardato per caso – 3:22

## Classifiche
| Classifica (2012) | Posizione massima |
| ----------------- | ----------------- |
| Italia            | 6                 |

## Casualmente miraste
Casualmente miraste, versione in lingua spagnola di Mi hai guardato per caso e pubblicato sia dalla Warner Music Spain che dalla Warner Music Italy è stato reso disponibile per il download digitale sulla piattaforma digitale iTunes di Messico, Spagna, Argentina, Cile ed Italia dal 21 settembre 2012.
La notizia della pubblicazione di questa versione in Messico, Argentina, Cile, Spagna ed Italia per il mese di settembre 2012 era stata annunciata in anteprima dallo stesso cantante sulla sua pagina ufficiale Facebook. Carta aveva dichiarato anche la possibilità di concerti e promozioni nelle maggiori piazze dell'Argentina, Cile e della Spagna, con la possibilità di un disco prodotto totalmente in spagnolo.

### Il video
Il video musicale è stato pubblicato sul canale YouTube della Warner Music Italy il 24 settembre 2012. L'ambientazione e la storia sono gli stessi del video di Mi hai guardato per caso, anche se questa versione è stata girata in una diversa spiaggia.

### Tracce
1. Casualmente miraste – 3:20